# Ballycastle (comté d'Antrim)
Pour les articles homonymes, voir Ballycastle.
Ballycastle (en irlandais : Baile an Chaistil, « ville du château ») est une petite ville côtière du comté d'Antrim, en Irlande du Nord, au Royaume-Uni. Jusqu'en 2015, elle était le siège du conseil de district de Moyle, date de son abolition.
La ville est située à l'extrême nord de l'Irlande du Nord et dispose d'une plage avec vue sur l'île de Rathlin et le Mull of Kintyre en Écosse.

## Démographie
Ballycastle est classée comme petite ville par l'Agence de statistiques et recherches d'Irlande du Nord (Northern Ireland Statistics and Research Agency). En 2021, 5 628 personnes vivaient à Ballycastle.
Parmi elles :
- 25,3 % avaient moins de 16 ans et 18,7 % avaient 60 ans ou plus ;
- 46,8 % de la population était de sexe masculin et 53,2 % de sexe féminin ;
- 77,7 % étaient issus de la religion catholique et 20,5 % étaient protestants ;
- 6,5 % des personnes âgées de 16 à 74 ans étaient sans emploi.

## Géographie

### Lieux et monuments
- Les falaises de Fair Head sont l'emblème de Ballycastle, s'élevant à 196 m. Une île artificielle de l'Âge du fer, ou crannog peut être vue au milieu d'un grand lac.
- Knocklayde, est une montagne de 516 mètres qui donne un panorama sur Ballycastle, l'île de Rathlin, Fair Head et l'Écosse.
- Glentaisie, la plus au nord des Nine Glens of Antrim, au pied de Knocklayde mountain. Elle s'appelle aussi la Princesse Taisie, la fille du Roi Dorm de Rathlin Island. Selon la légende, Taisie, d'une grande beauté, est promise à Congal, héritier du royaume d'Irlande. Le roi de Norvège demande aussi sa main. Le roi de Norvège et son armée tentent de capturer Taisie. Dans la bataille qui s'ensuit, le roi trouve la mort.
- Les rivières Carey, Glenshesk et Tow coulent dans les vallées et rejoignent ensuite le fleuve Margy pour finalement se déverser dans la mer de Moyle.
- La plage (Ballycastle Beach), qui détient le label du Pavillon bleu d'Europe.
- Pans Rocks, un endroit renommé pour la pêche.
- Le Devils Churn, juste derrière Pans Rocks, avec des marches taillées dans la pierre, menant à un tunnel sous l'eau.
- Clare Park sur Clare Road, ancienne propriété des McGildownys. La maison du XVIIe siècle est démolie mais se trouvait en haut de la côte d'Antrim.
- Une piste cyclable populaire va de Ballycastle à Cushendun, en passant par Torr Head. De là, tout le  Moyle  peut être admiré. Torr Head abrite aussi un poste de garde, construit à partir des ruines du fort de Dunvarragh (le fort de Barach).
- La communauté de Corrymeela (une organisation chrétienne pour la paix et la réconciliation, fondée en 1965) est basée à Corrymeela, près de Ballycastle.
- Dans le port, on peut apercevoir le monument à Guglielmo Marconi dont les employés ont fabriqué le premier télégraphe sans fil commercialisé, entre Ballycastle et le phare à l'est de l'île de Rathlin.

## Galerie

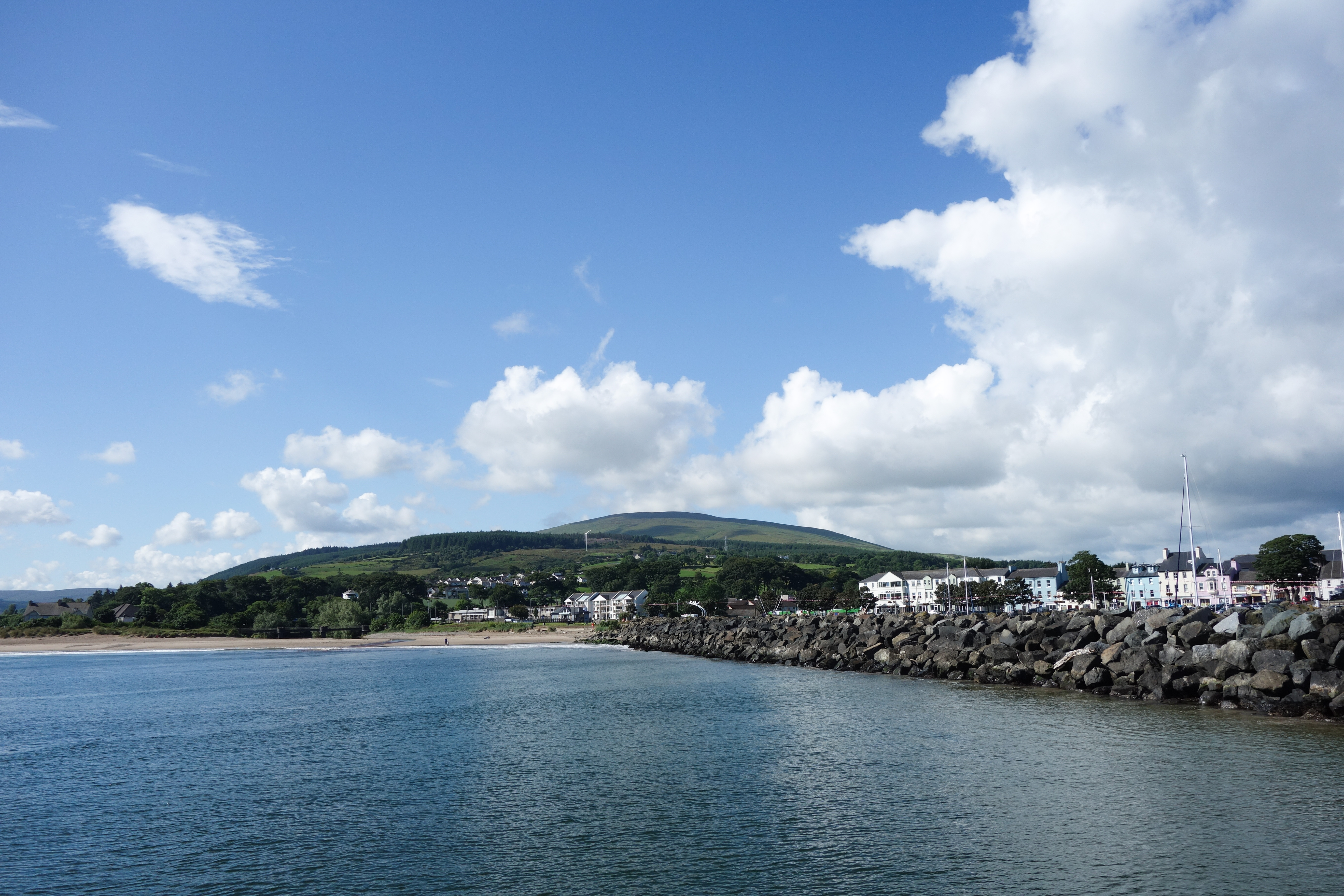
Vue à partir du bateau qui mène à l'île de Rathlin.
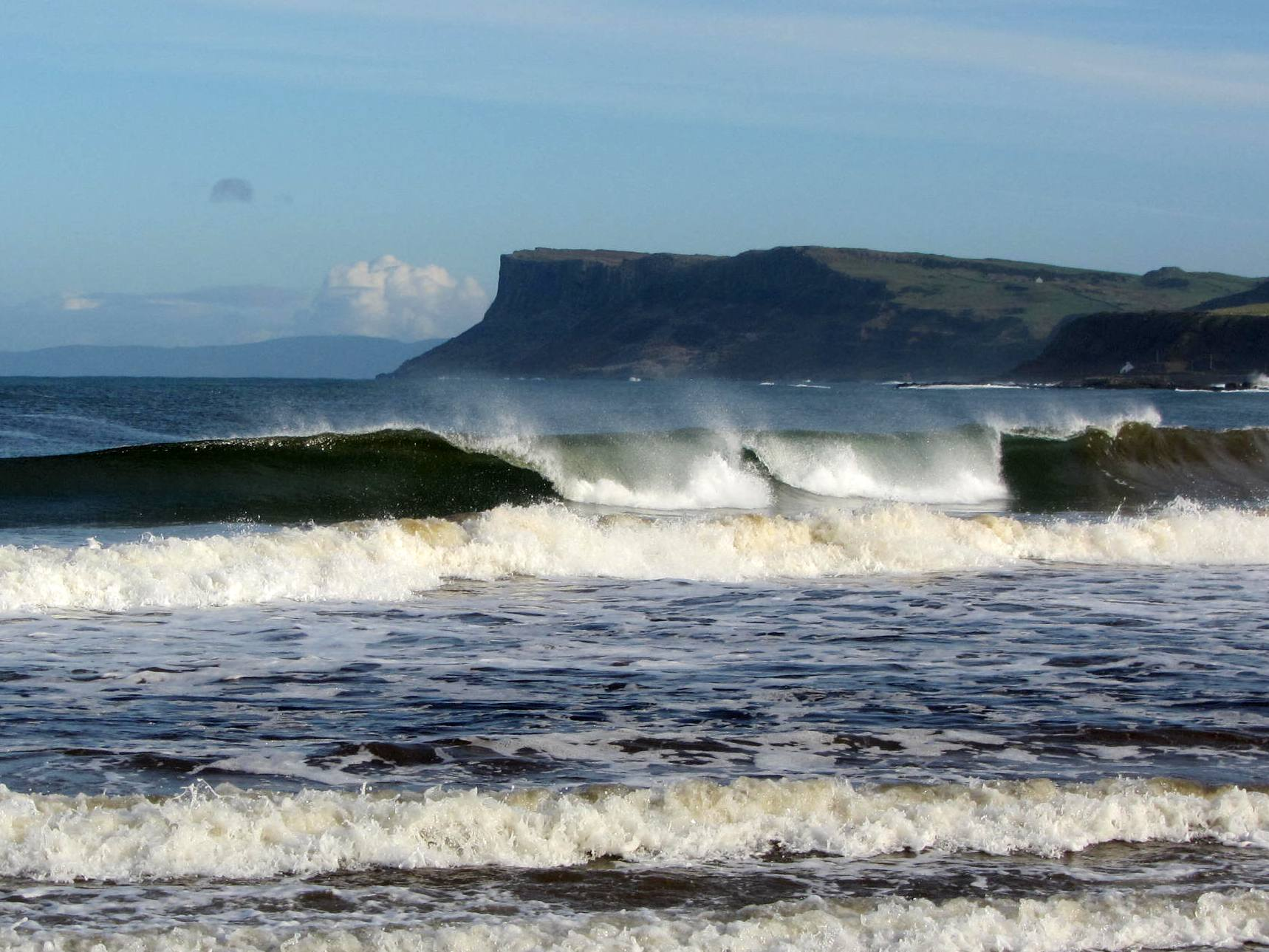
La côte, près de Ballycastle, les falaises de Fair Head. On peut apercevoir l'Écosse par temps clair.
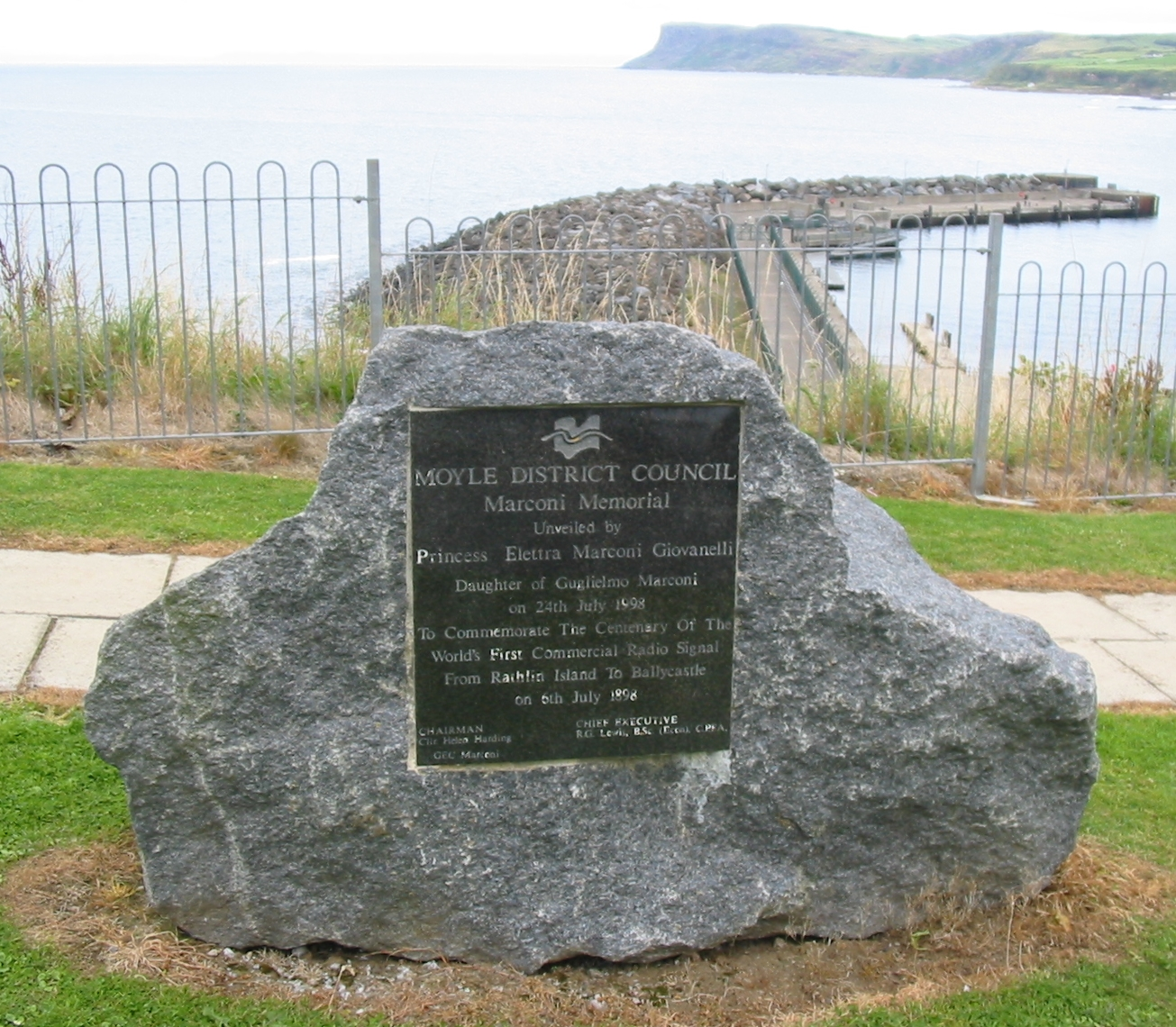
Le mémorial Marconi.
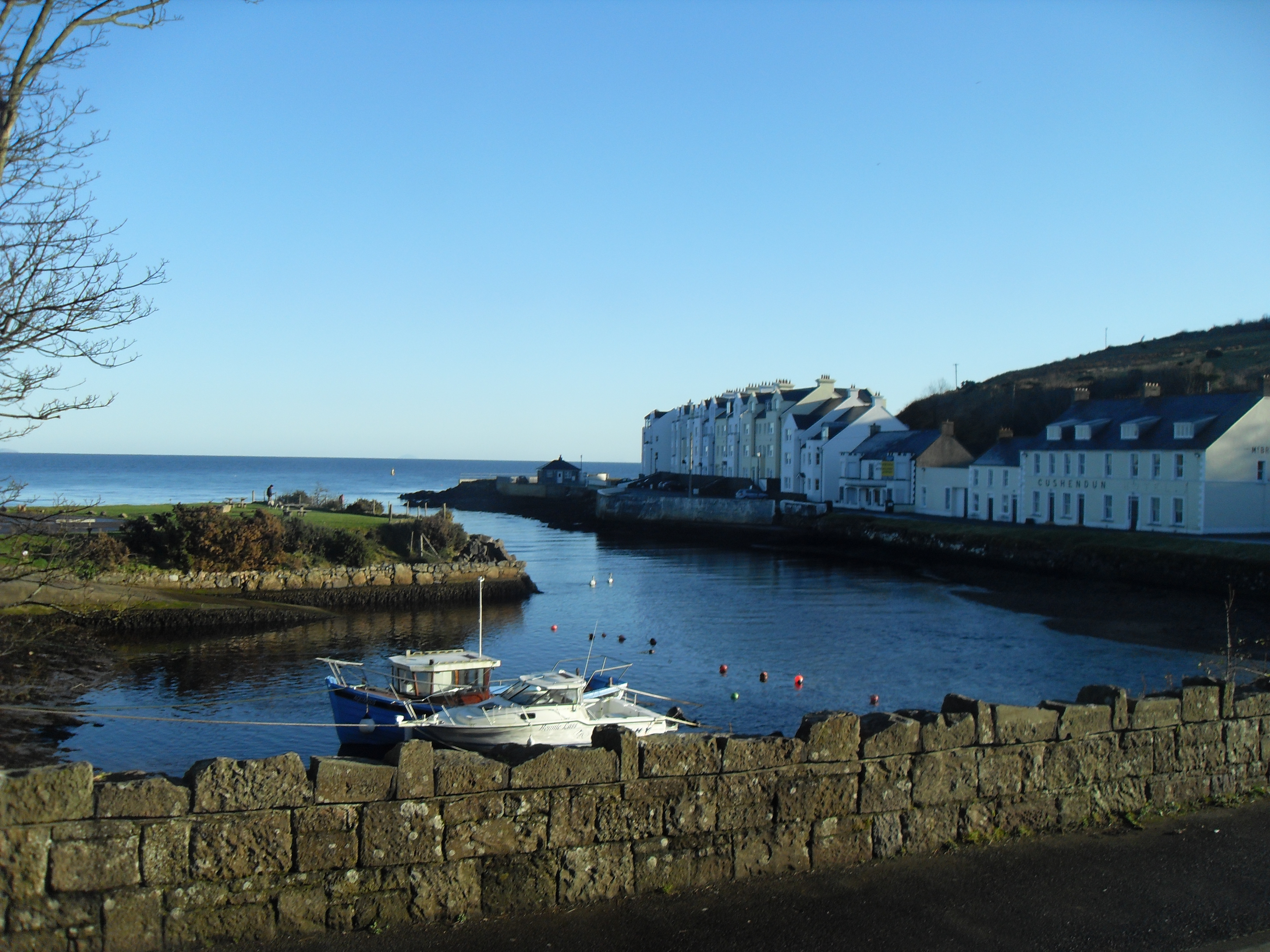
Le petit village côtier de Cushendun.

## Histoire
Réputé assez mauvais port, la ville est établie sous le règne de Jacques Ier d'Angleterre et devient importante en 1770 par l'exploitation de ses mines de houille qui seront abandonnées au milieu du XIXe siècle. Dans ces mines sont trouvés des objets préhistoriques.

## Personnalités
- Sir Roger Casement, écrivain irlandais, révolutionnaire.
- Michelle Fairley, actrice.
- Conleth Hill, acteur.
- Keith Michael Patrick O'Brien, cardinal et Primat d'Écosse[5].
- Helen Megaw (1917-2002), cristallographe décédée à Ballycastle.
- David McWilliams (1945-2002), musicien décédé à Ballycastle.